# Cupido pheres
Cupido pheres är en fjärilsart som beskrevs av Jean-Baptiste Boisduval 1852. Cupido pheres ingår i släktet Cupido och familjen juvelvingar. Inga underarter finns listade i Catalogue of Life.